# 常山国 (楚汉战争)
常山国，中国楚汉之际的封国，常山国都城襄国（今河北省邢台市）。
前206年正月，项羽分封诸侯，赵国一分为二：以张耳为常山王，原来的赵王赵歇为代王。陈余不服，汉二年（前205年）十月，驱逐张耳，使赵歇成为赵王，自己作代王。汉三年（前204年）十月，刘邦派韩信灭赵，汉四年（前203年）十一月，再以张耳为赵王。